# فرماندهی عملیات ویژه لبنان
فرماندهی عملیات ویژه لبنان (عربی: قيادة القوات الخاصة اللبنانية) یگان نیروهای ویژه نیروهای مسلح لبنان است، که در سال ۲۰۰۸ تأسیس شد.
فرماندهی عملیات ویژه لبنان، یک فرماندهی یکپارچه رزمی، مسئول نظارت بر فرماندهی‌های مختلف عملیات ویژه جنگی نیروهای مسلح لبنان است که واحدهای رزمی ویژه لبنان را گروه‌بندی می‌کند. این فرماندهی بخشی از ارتش لبنان است.